# Заєць іберійський
Заєць іберійський (Lepus granatensis) — один з видів зайців, який населяє Піренейський півострів.

## Таксономічні примітки
Lepus granatensis раніше був включений до europaeus чи capensis. Молекулярна філогенія показала, що L. granatensis дійсно повноцінний вид і один з трьох видів зайців на Піренейському півострові (Alves et al . 2003). Є три підвиди: Lepus granatensis granatensis, L. g. solisi (Майорка), L. g. gallaecius (Галіція і Астурія, Іспанія) (Hoffmann and Smith 2005).

## Фізичні характеристики
Довжина тіла від 44 до 50 см, вуха довжиною від 9,3 до 10,5 см, зазвичай важить 1500—2600 гр. Хутро м'яке і короткие, зверху червонувато-коричневе з білою плямою на маківці і біле на череві. Хвіст із чорним кінчиком. Мають ноги з п'ятьма пальцями і великими кігтями. Є багато хутра на підошвах і пальцях.  

## Середовище проживання
Ареал включає Португалію і майже всю Іспанію (у тому числі острів Мальорка). L. granatensis був введений в південній Франції. Мешкає в різних місцях проживання (від боліт до сухих луків, від рівня моря до високогірних лук і від трав'янистої рівнини до земель вкритих чагарником і невисокими деревами). Це не рідкість, їх побачити на полях зернових, в садах, оливкових гаях і виноградниках.

## Поведінка та відтворення
Це рослиноїдний, солітарний, сутінковий та нічний вид. Lepus granatensis є частиною харчування багатьох хижаків, серед яких: Homo sapiens, Canis lupus, Felis silvestris, Vulpes vulpes, Bubo bubo, Aquila chrysaetos. Щоб уникнути хижаків, зайці в основному покладаються на свої гострі слух і нюх і їх здатність бігти до 70 км/год.
Дітонародження може відбутися в будь-який час року, народжується одне чи два зайченя. Зайчата при народженні мають тонке хутро і відкриті очі. Протягом року молодь стає статевозрілою. Вид є кочовим. Часто виникають бійки між самцями за самиць, деякі бої можуть стати смертельно небезпечними. Зайці можуть жити до дев'яти років у дикій природі а в неволі до дванадцяти.

## Загрози та охорона
Ніяких серйозних загроз не було названо. 